# Нулев километър
Нулев километър (на английски: Kilometre Zero (km 0); на френски: point zéro) в много страни по света се нарича особеният знак, често в центъра на столицата, символизиращ началната точка за отчитане на разстоянията между селищата в страната. Подобни знаци има понякога и в други градове извън столицата – за пътища, които не минават през нея.
Най-известният подобен маркер от древността, оцелял и до наши дни, е в Milliarium Aureum, Рим, от който се вярва, че тръгва максимата „Всички пътища водят към Рим“.

## По света
В Русия бронзовият знак за нулевия километър се намира в самия център на Москва, пред Възкресенските врати.
В Париж нулевият километър се намира пред Нотр Дам.
- Кубински нулев километър
- Японски нулев километър
- Испански нулев километър
- Плоча-компас в Бургас